# Ефремов, Георгий Исаакович
Гео́ргий Исаа́кович Ефре́мов (род. 11 февраля 1952, Москва) — русский поэт и переводчик, публицист, педагог. Автор рецензий и литературно-критических статей.

## Биография
Родился в Москве в семье школьных преподавателей-словесников. Учился в Вильнюсском педагогическом институте (1969—1971). Печатается с 1970 года. Был литературным секретарём Д. С. Самойлова (1973—1975). Один из создателей и директор издательства «Весть» (1986—1995).
Член Союза писателей СССР (1985); с того же года член Союза писателей Литвы. В 1988 году включился в деятельность «Саюдиса», принимал участие в издании и редактировании печати движения на русском языке. Был издателем и редактором газеты «Согласие». Избирался членом совета Сейма движения «Саюдис» (1988—1990).
В 1991—1995 годах был преподавателем Литературного института имени М. Горького (семинар переводчиков с литовского языка). Работал менеджером в Институте молекулярной биологии РАН (1996—1998).

## Творчество
Печатается с 1970 года. Стихотворения, переводы, статьи печатались в журналах «Синтаксис» (№ 27), «Литературное обозрение» (1989, № 4), «Литва литературная» (позднее «Вильнюс»; 1990, № 2), «Знамя» (1999, № 8; 2000, № 2), «Дружба народов» (1997, № 7; 1999, № 3; № 5; № 8; 2000, № 4; № 8; № 9; 2002, № 2; № 7; 2003, № 2; № 3; № 10; № 11; 2004, № 9; 2005, № 5; № 7), «Старое литературное обозрение» (2001, № 1), «Арион» (2006, № 4) и других изданиях.
Автор книг стихов, выходивших в Вильнюсе и Москве: «На ветру» (1984), «Эти людные времена» (1988), «Камень, дерево, птица» (1992), «Рассветный хлеб» (1995), «Весенние игры» (2000), а также книги публицистики «Мы люди друг другу» о событиях в Литве в 1988—1991 годах (1992).
Перевёл на русский язык стихи литовских поэтов Альгимантаса Балтакиса, Бернардаса Бразджёниса, Альбинаса Бярнотаса, Владаса Бразюнаса, Сигитаса Гяды, Стасиса Йонаускаса, Марцелиюса Мартинайтиса, Юстинаса Марцинкявичюса, Айдаса Марченаса, Эдуардаса Межелайтиса, Саломеи Нерис, Йонаса Стрелкунаса и многих других. Переводил также прозу Альгимантаса Бучиса, Юргиса Кунчинаса, Марюса Ивашкявичюса. Кроме того, на русский язык переводил стихи Киплинга, Дьюлы Ийеша, К. К. Бачинского, Чеслава Милоша, Маро Маркарян, Антонио Мачадо, Боба Дилана.
В переводе Ефремова издана «История Литвы» Эдвардаса Гудавичюса.
Переводы публиковались в периодике и в сборниках литовских поэтов на русском языке, выходивших в Москве и Вильнюсе.
Произведения Георгия Ефремова переведены на литовский язык.

## Книги
- На ветру. Стихотворения и поэма. Вильнюс: Вага, 1984. 56 с.
- Эти людные времена. Вильнюс: Вага, 1988. 110 с.
- Камень, дерево, птица. Вильнюс Москва: Весть, 1992
- Рассветный хлеб. Москва: Весть — ВИМО, 1995. 72 с.
- Весенние игры. Стихотворения и поэма. Вильнюс: Virola, 2000. 29 с.
- Не надо справедливости. Вильнюс: 2002. 64 с.
- Троечник (под именем Юра Збарский). Москва: 2009. 56 с.
- Мы люди друг другу (Литва: будни свободы. 1988 — 90). Москва: Прогресс, 1992. 343 с.

### Переводы
- Эдуардас Межелайтис. Микропоэмы. Москва: Советский писатель, 1975.
- Костас Корсакас. Стихи. Vilnius: Vaga, 1975.
- Алфонсас Малдонис. Путь. Москва: Советский писатель, 1979
- Марцелиюс Мартинайтис. Порог. Vilnius: Vaga, 1981
- Йонас Стрелкунас. Долгое утро. Москва: Советский писатель, 1981
- Юлюс Янонис. Стихи. Vilnius: Vaga, 1982
- Эдуардас Межелайтис. Зайка-зазнайка. Vilnius: Vaga, 1982
- Юстинас Марцинкявичюс. Жизнь, сладкий июль. Москва: Советский писатель, 1982
- Римантас Ванагас. Материнское письмо. Москва: Молодая гвардия, 1982
- Марцелиюс Мартинайтис. Баллады Кукутиса. Москва: Советский писатель, 1983
- Мартинас Вайнилайтис. Моя иволга: сборник стихов. Vilnius: Vaga, 1983
- Стасис Йонаускас. Вечные травы. Москва: Молодая гвардия, 1983
- Алфонсас Малдонис. Сегодня и всегда. Vilnius: Vaga, 1984
- Альгимантас Бучис. Враг твоих врагов. Vilnius: Vaga, 1985
- Винцас Миколайтис-Путинас. Вершины и бездны. Vilnius: Vaga, 1985
- Винцас Гедра. Пробуждается слово. Москва: Советский писатель, 1986.
- Сигитас Гяда. Ущербная луна, осенняя богиня. Vilnius: Vaga, 1986
- Саломея Нерис. Ты, сынок, расти скорее…: стихи. Vilnius: Vaga, 1987
- Майронис. Голоса весны: поэзия. Vilnius: Vaga, 1987
- Витаутас П. Бложе. Люди. Vilnius: Vaga, 1987
- Йонас Калинаускас. Заговори, птица. Москва: Советский писатель, 1988
- Альгимантас Балтакис. Избранное. Москва: Художественная литература, 1989
- Айдас Марченас. Декларация об имуществе. Москва: ОГИ, 2002
- Марцелиюс Мартинайтис. Баллады Кукутиса. Москва: Балтрус, 2003
- Юстинас Марцинкявичюс. Поступок. Москва: Балтрус, 2003

## Награды и премии
- Медаль ордена Великого князя Литовского Гядиминаса (7 февраля 2012 года)[1].
- Памятный знак за личный вклад в развитие трансатлантических отношений Литвы и по случаю приглашения Литовской Республики в НАТО (12 февраля 2003 года)[2].
- Медаль по случаю двадцатой годовщины восстановления независимости Литвы (2 марта 2010 года)[3].
- Премия Юргиса Балтрушайтиса (май 2006 года, Фонд Юргиса Балтрушайтиса) — за заслуги перед литовской и русской культурой[4].
- Премия «Мэтр перевода» (декабрь 2007 года, Фонд первого президента России Б. Н. Ельцина)[5].
- Премия журнала «Дружба народов» (1999 год).